# Perinoia disjuncta
Perinoia disjuncta är en insektsart som beskrevs av Walker 1870. Perinoia disjuncta ingår i släktet Perinoia och familjen spottstritar. Inga underarter finns listade i Catalogue of Life.